# Dawood Sarkhosh
Dawood Sarkhosh (26 april 1971), ook wel gespeld als Daud Sarkhosh (Dari: داوود سرخوش) is een zanger, damburaspeler en dichter. Hij behoort tot de Hazara, de derde grootste etnische groep in Afghanistan.

## Levensloop
Dawood Sarkhosh werd geboren in 1971 in de provincie Uruzgan in Centraal-Afghanistan. Dawood Sarkhosh' inspiratie was zijn oudere broer Sarwar Sarkhosh, een nationalist en muzikant die tijdens de burgeroorlog werd gedood. Na de dood van Sarwar vluchtten Dawood en zijn familie op 18 september 1983 naar Pakistan, eerst naar Peshawar en vervolgens naar Quetta. Dawood ontdekte in Pakistan zijn muzikale talent. Hij werd populair onder de Hazara en zijn politiek geëngageerde muziek gold in de jaren 90 als inspiratiebron voor de Hazara-strijders.
De inspanningen van zowel Sarwar als Dawood maakten de damburamuziek tot belangrijkste cultuuruiting onder de Hazara. Tevens inspireerde het andere bevolkingsgroepen binnen Afghanistan om soortgelijke muziek te maken, zoals zangeres Farhad Darya.
Het in 1998 geschreven nummer Sarzamin i Man werd in 2021 populair onder Afghanen die hun land ontvluchtten na de val van Kabul in augustus van dat jaar.